# Ancistrus claro
Ancistrus claro é uma espécie de cascudo endêmico do Brasil, onde é encontrado na bacia do rio Cuiabá. Esta espécie atinge um comprimento de 6,6 cm.